# Sjipning
Sjipning er en aktivitet, som udføres med et sjippe-tov eller reb, som svinges over hovedet og under fødderne ved samtidige hop.
Aktiviteten udføres af folk i alle aldre, specielt børn, motionister og sportsfolk, blandt andet boksere.
Sjipning udvikler udøvende personers styrke, koordination, smidighed og udholdenhed/(kondition).

## Ekstern henvisning
- iForm, artikler om sjipning

| Spil | Spire Denne artikel om spil eller lege er en spire som bør udbygges. Du er velkommen til at hjælpe Wikipedia ved at udvide den. |